# Huszlew (village)
Pour les articles homonymes, voir Huszlew.
Huszlew (prononciation : [ˈxuʂlɛf]) est un village polonais de la gmina de Huszlew dans le powiat de Łosice de la voïvodie de Mazovie dans le centre-est de la Pologne.
Le village est le siège administratif (chef-lieu) de la gmina appelée gmina de Huszlew.
Il se situe à environ 13 kilomètres au sud-est de Łosice (siège du powiat) et à 126 kilomètres à l'est de Varsovie (capitale de la Pologne).
Le village possède une population de 482 habitants en 2010.

## Histoire
De 1975 à 1998, le village appartenait administrativement à la voïvodie de Biała Podlaska.